# 장신상
장신상(張信相, 1956년 11월 27일 (1956년 음력 10월 25일) ~ )는 대한민국의 정치인이다. 제7대 횡성군의원을 지냈으며 제45대 횡성군수를 역임했다.

## 학력
- 수백초등학교 졸업
- 횡성중학교 졸업
- 춘천고등학교 졸업
- 상지영서대학교 졸업
- 한국방송통신대학교 졸업
- 2008 ~ 2010: 상지대학교 대학원 행정학과

## 경력
- 2007.01 ~ 2010.07: 횡성군청 축산과 과장
- 2010.07 ~ 2012.07: 횡성군청 자치행정과 과장
- 2012.07 ~ 2013.07: 강원도 횡성군 횡성읍 읍장
- 2013.07 ~ 2014.02: 강원도 횡성군 공근면 면장
- 2014.07 ~ 2018.06: 제7대 횡성군의회 의원
- 2020.04 ~ 2022.06: 제45대 민선 7기 강원도 횡성군수(초선)

## 역대 선거 결과
|  | 18.73% |

|  | 40.93% |

|  | 52.28% |

|  | 48.54% |

## 참고 자료
- 공식 블로그
- 장신상 - 페이스북
- 유튜브